# Epidendrum soratae
Epidendrum soratae är en orkidéart som beskrevs av Heinrich Gustav Reichenbach. Epidendrum soratae ingår i släktet Epidendrum och familjen orkidéer. Inga underarter finns listade i Catalogue of Life.